# Sadoon Abboud
Sadoon Abboud (sinh ngày 2 tháng 7 năm 1967) là một võ sĩ quyền anh người Iraq. Anh thi đấu tại Thế vận hội Mùa hè 1988 ở hạng Featherweight. Trong vòng đấu đầu tiên, anh đã đánh bại võ sĩ người Lào Bounmy Thephavong. Ở vòng thứ hai, anh thua võ sĩ Róbert Isaszegi đến từ Hungary.